# Sumeet Samos
Sumeet Samos (vermutlich 1994 geboren), auch als Sumit Samos bekannt, ist ein Rapper und Menschenrechtsaktivist aus dem indischen Bundesstaat Odisha, der sich mit seinen Titeln gegen die Unterdrückung von Dalits einsetzt. Er rappt in den Sprachen Englisch und Hindi und veröffentlicht seine Stücke vorwiegend auf YouTube.

## Leben
Sumeet wuchs in einem kleinen Dorf, Tentulipadar, im Distrikt Koraput auf. Er berichtet in einem Interview, dass dieses Dorf sehr traditionell geprägt war und Kastenunterschiede Teil des täglichen Lebens waren. Auch in dem Internat, das er später besuchte, erlebte er implizierte Formen der Diskriminierung, wie etwa die Tatsache, dass Schüler, die aus höheren Kasten stammten, nicht zur Reinigung der Toiletten oder anderen Arbeiten herangezogen wurden. Nach Beendigung der Schullaufbahn zog er nach Delhi, wo er in einem Restaurant arbeitete. Dort hörte er erstmals von der Jawaharlal Nehru University, an der er wenig später lateinamerikanische Literatur studierte. Von dem Besuch der als politisch links geltenden Universität in Neu-Delhi erhoffte Sumeet sich, endlich eine diskriminierungsfreie Umgebung erleben zu können. Nach seinen Aussagen erfüllte sich diese Hoffnung jedoch nicht, so erlebte er beispielsweise einen Mangel an Unterstützung durch Professoren, den er auf seine Herkunft zurückführt. Sumeet schloss sich in seiner Studienzeit der Birsa Ambedkar Phule Student Association an, einer Organisation, die sich im Universitätskontext für die Rechte der Dalit einsetzt. In seinem Studienfach fühlte Sumeet sich vielen der in der Literatur behandelten Themen verbunden, vor allem über den andauernden Widerstand gegen Unterdrückung. Mit Hip-Hop kam er erst im Alter von über 20 Jahren in Kontakt. Als Vorbilder in Hinblick auf Stil und die Präsentation der eigenen Ideen nennt er Joyner Lucas, Kendrick Lamar und Childish Gambino. Hauptinspiration für seine eigenen Werke sei jedoch seine Wut.

## Rezeption
Die indische Hip-Hop- und Rapszene wird bislang von Angehörigen der Oberschicht dominiert, die über Geld singen und Frauen in ihren Texten objektivieren. Die klassische Form des Rap als Stimme der Unterdrückten war in Indien bislang wenig vertreten. Sumits Texte hingegen sind sehr klar für diejenigen geschrieben, die selbst im Kastensystem Indiens Diskriminierung und Unterdrückung erleben und beschönigen die Verhältnisse in keiner Weise. Vor diesem Hintergrund gelten Sumits Songs als revolutionär und seine Kunst als bahnbrechend und als ein wichtiger Einfluss auf eine Generation junger Dalit. Er wurde 2018 als künstlerischer Repräsentant dieser Gruppe zu einem Konzert mit Diskussion nach Paris eingeladen, das von der Show Radio Live organisiert wurde.

## Diskographie
- 2018 Ladai Seekh Le, Qweed Media